# Kartuš

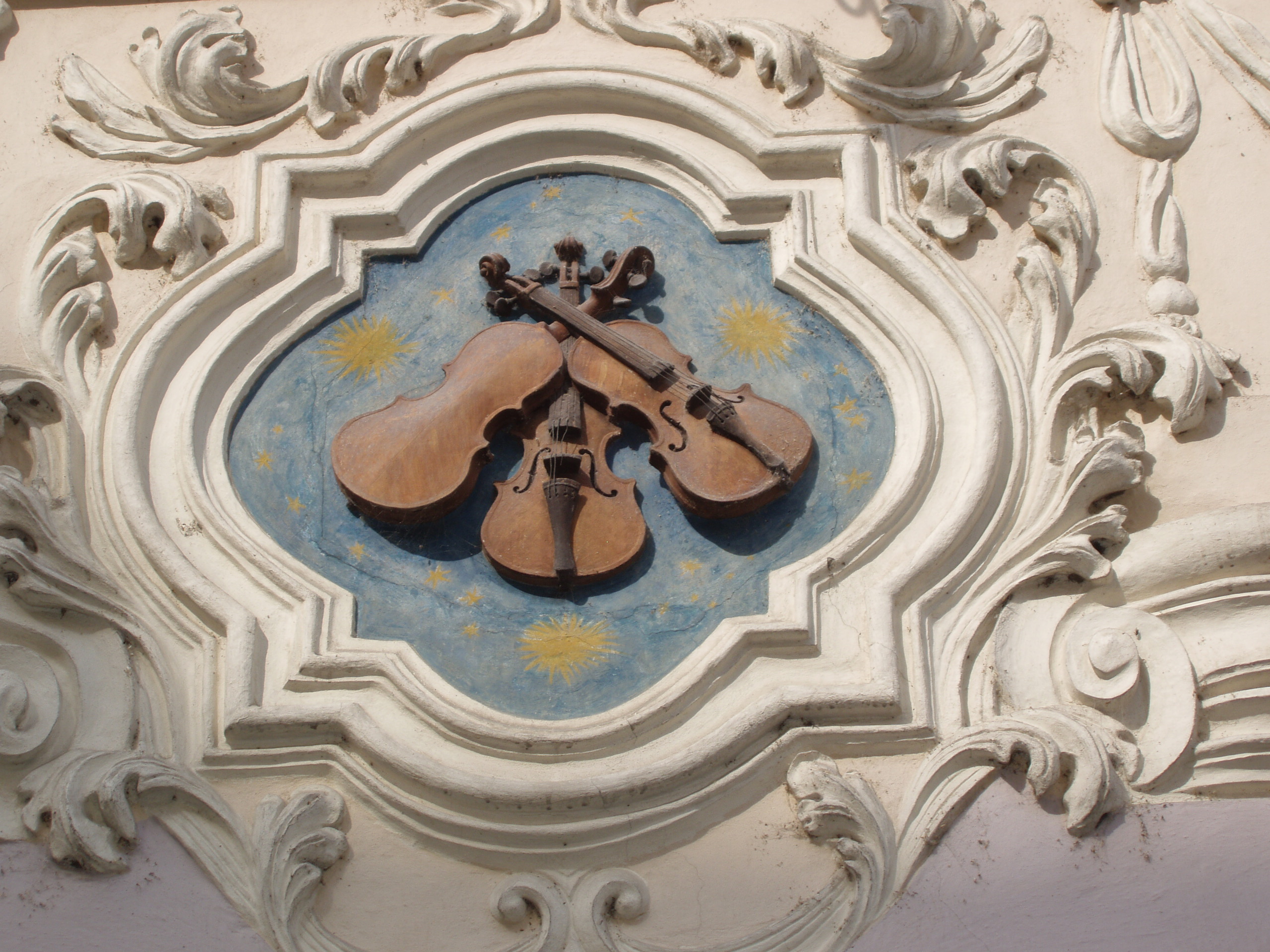
Domovní znamení v barokní kartuši (Nerudova ulice v Praze)

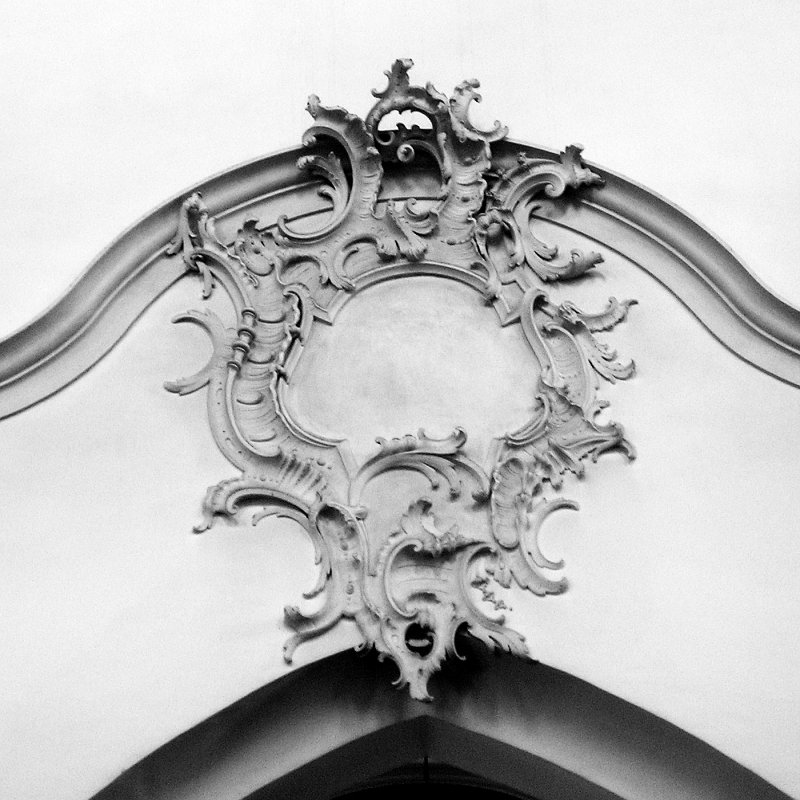
Rokoková kartuše (Überlingen, Německo)

Kartuš nebo kartuše (z franc. cartouche, pouzdro, patrona) je v architektuře ozdobné, nejčastěji plastické orámování znaku, nápisu nebo obrazu na stěně budovy. Od rámu se liší tím, že je se svým obsahem pevně spojena. Kamenné, štukové i sádrové kartuše byly velmi oblíbené jako dekorativní prvek na fasádách budov i jako součást vnitřní výzdoby kostelů, slavnostních sálů na zámcích a podobně, a to od renesance až do 19. století.
Pojem kartuše má zvláštní význam v egyptologii.

## Další významy
Zdobně rámované tituly na starých mapách a glóbech (parerga) se někdy také označují jako kartuše.
Kartuš se také označuje součást pákových vodovodních baterií, která má na starosti otvírání, zavírání a mixování teplé a studené vody.
Termín kartuš se též občas používá pro označení zásobních nádobek (patron, nábojnic, vložek, kazet, palivových článků apod.) s různými médii, např. pro malé přenosné vařiče, pro náplně do laserových či tryskových tiskáren (zde je obvyklejší synonymum cartridge), atd.